# Hugues de Cluny
Pour les articles homonymes, voir saint Hugues, Cluny et Semur.
Saint Hugues de Cluny, né le 13 mai 1024 à Semur-en-Brionnais et mort le 28 avril 1109 à l'abbaye de Cluny, parfois appelé Hugues le Grand ou Hugues de Semur est le sixième abbé de Cluny, de 1049 à 1109. Canonisé par l'Église catholique, il est fêté le 29 avril.

## Biographie
Issu d'une grande famille noble de châtelains, liée aux Mérovingiens, aux Carolingiens et aux Capétiens, Hugues a pour père Dalmace Ier de Semur, dit Dalmas, « le Grand », seigneur de Semur-en-Brionnais (assassiné en 1048), dont le nom (Dalmatius) est de souche gallo-romaine et issu de Brioude. Les barons de Donzy en Nivernais, les Damas (de Dalmace et Dalmatius), sires de Cousan en Forez, comtes de Chalon, de Mâcon, etc., sont ses parents. Sa mère est Aremburge de Bourgogne ou Aremberge, dame de Vergy (° v. 988 ou 999 -† apr. 1016 ou 1025 ?), fille de Henri de Bourgogne et de Mahaut de Chalon.

### Abbé de Cluny (1049-1109)
Entré au monastère à l'âge de quinze ans, il est nommé à vingt ans prieur, puis abbé de l'abbaye Saint-Pierre de Nantua. Il en est le dernier supérieur, à l'origine de la refondation de l'église (Nantua III, aujourd'hui église Saint-Michel de Nantua). Formé par son parent, Odilon, abbé de Cluny, il lui succède en 1049 et dirige l'abbaye pendant soixante ans jusqu'à sa mort en 1109, à l'âge de 85 ans.
En 1054, avec son frère Geoffroy, il fonde le premier prieuré de bénédictines dit prieuré de la Sainte-Trinité de Marcigny-lès-Nonnains, aujourd'hui sur la commune de Marcigny dépendant de Cluny.
Sous son abbatiat, l'ordre de Cluny va s'étendre à toute l'Europe, de l'Angleterre à la Pologne et de l'Allemagne à l'Italie et l'Espagne.

### ClunyIII
Il met en chantier la 3e abbatiale de Cluny, qui est au début du XIIIe siècle la plus grande construction en Europe et la plus grande église de la chrétienté, et le demeure jusqu'au XVIe siècle. Hugues est le principal artisan du mouvement monastique clunisien pendant le dernier quart du XIe siècle.
Les relations d'Hugues avec Ferdinand Ier et Alphonse VI de Castille, ainsi que son influence sur le pape Urbain II, qui avant son élection était grand prieur à Cluny même sous l'abbatiat d'Hugues, font de ce dernier l'une des plus puissantes et influentes figures de la fin du XIe siècle. De plus, comme parrain d'Henri IV, empereur germanique, il joue également un rôle dans son conflit avec le pape Grégoire VII au cours de la querelle des Investitures. Il refuse l’offre de Guillaume le Conquérant de réformer les monastères saxons.

## Culte
Sa fête est fixée au 29 avril d’après le Martyrologe romain.

## Souvenir
À l'hôtel-Dieu de Cluny, ancien hôpital, est conservé le bâton de la crosse attribuée à saint Hugues (ainsi que sa châsse), objet classé MH le 3 mars 2003 consistant en un bâton pastoral (actuellement en deux morceaux) sur lequel est enroulée et clouée une lame d'argent à décor estampé (selon Bouché de La Bertillière, la volute de la crosse était en argent, comme le rapporte son manuscrit de 1789-1815 conservé au musée Ochier à Cluny). La châsse, en chêne peint en noir à décor doré, est de forme rectangulaire à couronnement chantourné, l'intérieur étant garni de velours rouge brodé d'or.